# 武来岸
武来岸是馬來西亞雪蘭莪州乌鲁冷岳县的一个小镇，位于雪森边界。

## 历史
武来岸新村早已是一个拥有150年历史的老镇，村里的石拿督庙（擁有140年历史）就是其明证。在1825年至1850年之间，英国陆续派人来武来岸地区探测锡米。之后英国人在1851年用铁船在拿督坳以铁船（Kampung Kapal）进行采锡的活动。在1870年，因武来岸原属森美兰州辖地，森州以及雪州的统治者为了解决边界纠纷签下了署协议。协议里清楚的列明；森州的武来岸、士毛月和峇玲珑（Beranang）归雪州，而雪州的芦骨（Lukut）则归森州。根据历史记载，到了1920年，武来岸河繁忙的活动，逐渐形成了武来岸这个以采锡为主的小镇。武来岸的经济也因20世纪初橡胶业的冒起，而被带动了起来，但1941年日军侵占马来亚之后便在雪州加影蕉赖和森州知知港进行大屠杀。战后，英殖民政府在1950年利用集中营方式把散居在周围的华民迁移集中在武来岸，并建立了武来岸新村，其中迁移人口达 993人。1954年，武来岸新村华小正式创办，为村内唯一一所华文学校。

## 行政
武来岸是华人新村中少数跨州的新村。位于雪州一侧的主城称为武来岸打仑新村，属于士毛月巫金；而位于森州的则称为武来岸新村，属于良冷。武来岸政府诊所和区足球场位于雪州，而警察局和新村主要区域则位于森州。不过，除了大选投票及书信地址之间的差别外，当地村民都不分雪、森州之别。

## 人口
武来岸主要族群为华族，而这里附近也有一小部分是半島原住民。

### 宗教信仰
这里的华人多数不是佛教就是道教，原住民则为无宗教信仰，这里有一间道教庙——石拿督庙，位于森美兰州一侧。

## 经济
武来岸是一个以农业和橡胶为主的小镇，虽然森雪很多地方都已改种油棕树，但当地还是保留并继续栽种橡胶。

## 教育
这里只有一间小学，即为武来岸新村华小，属森州教育局管辖。中学方面则需前往良冷就读。

### 学校
- 武来岸新村华小 （页面存档备份，存于）（SJK (C) Kampung Baru Broga）

### 高等学府

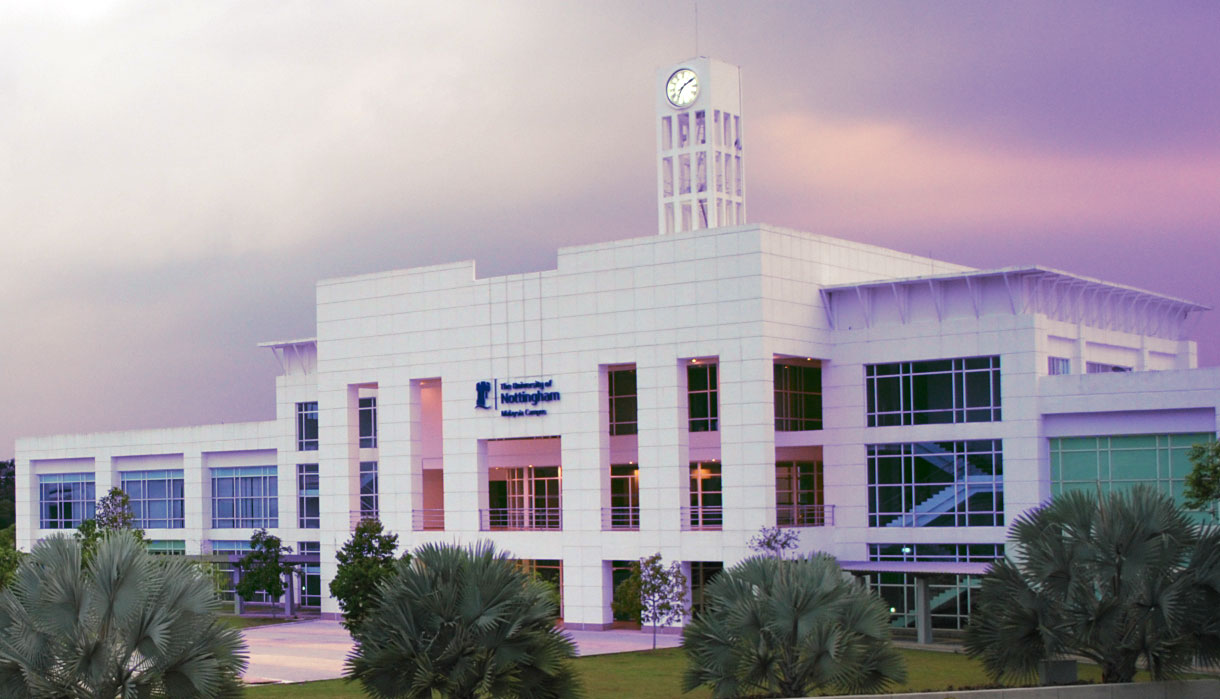
诺汀罕大学马来西亚校区

英国著名大学——诺汀罕大学马来西亚校区（University of Nottingham Malaysia Campus）就位于雪州武来岸路旁，距离此镇约5公里。

## 图片库

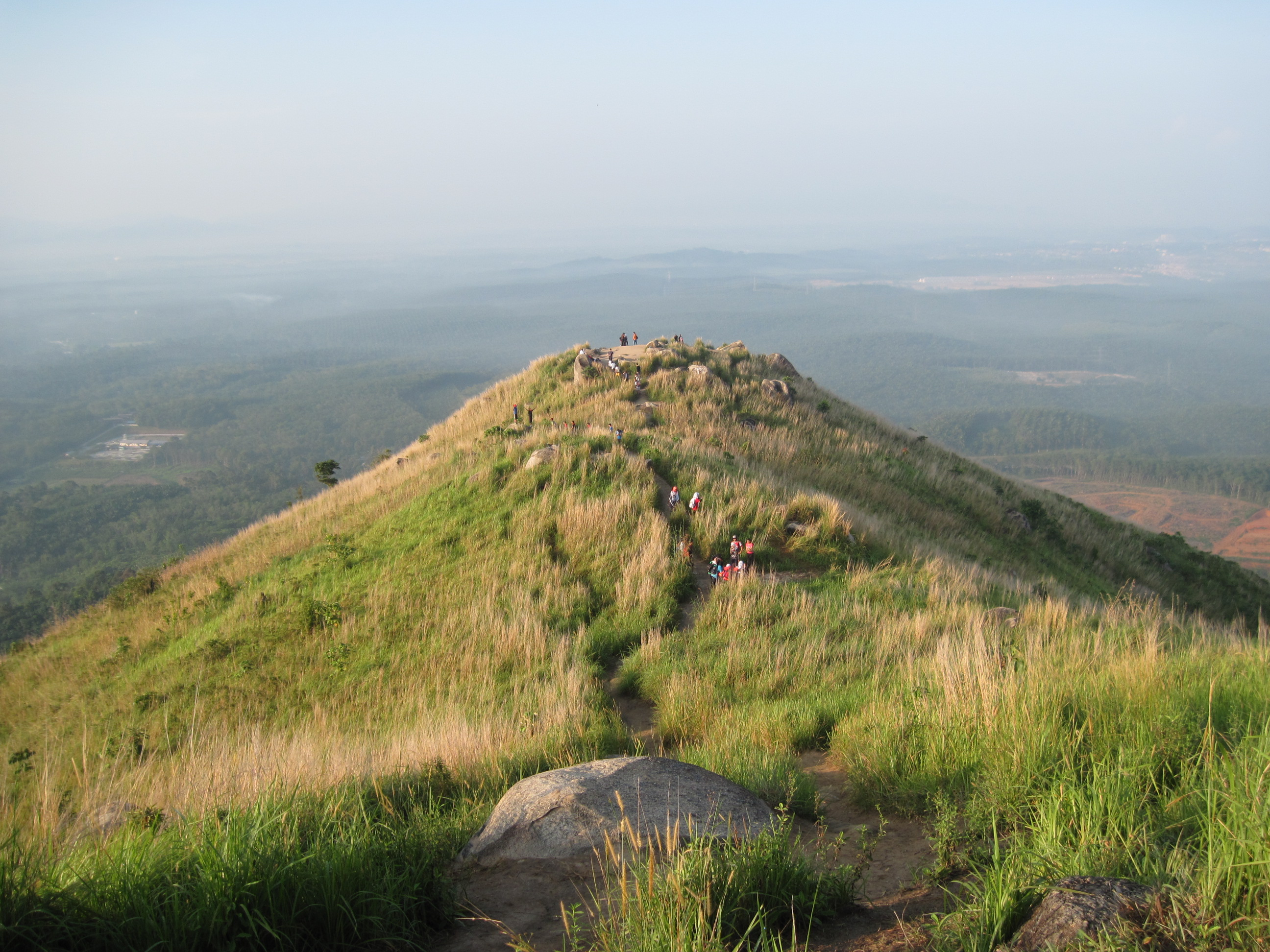
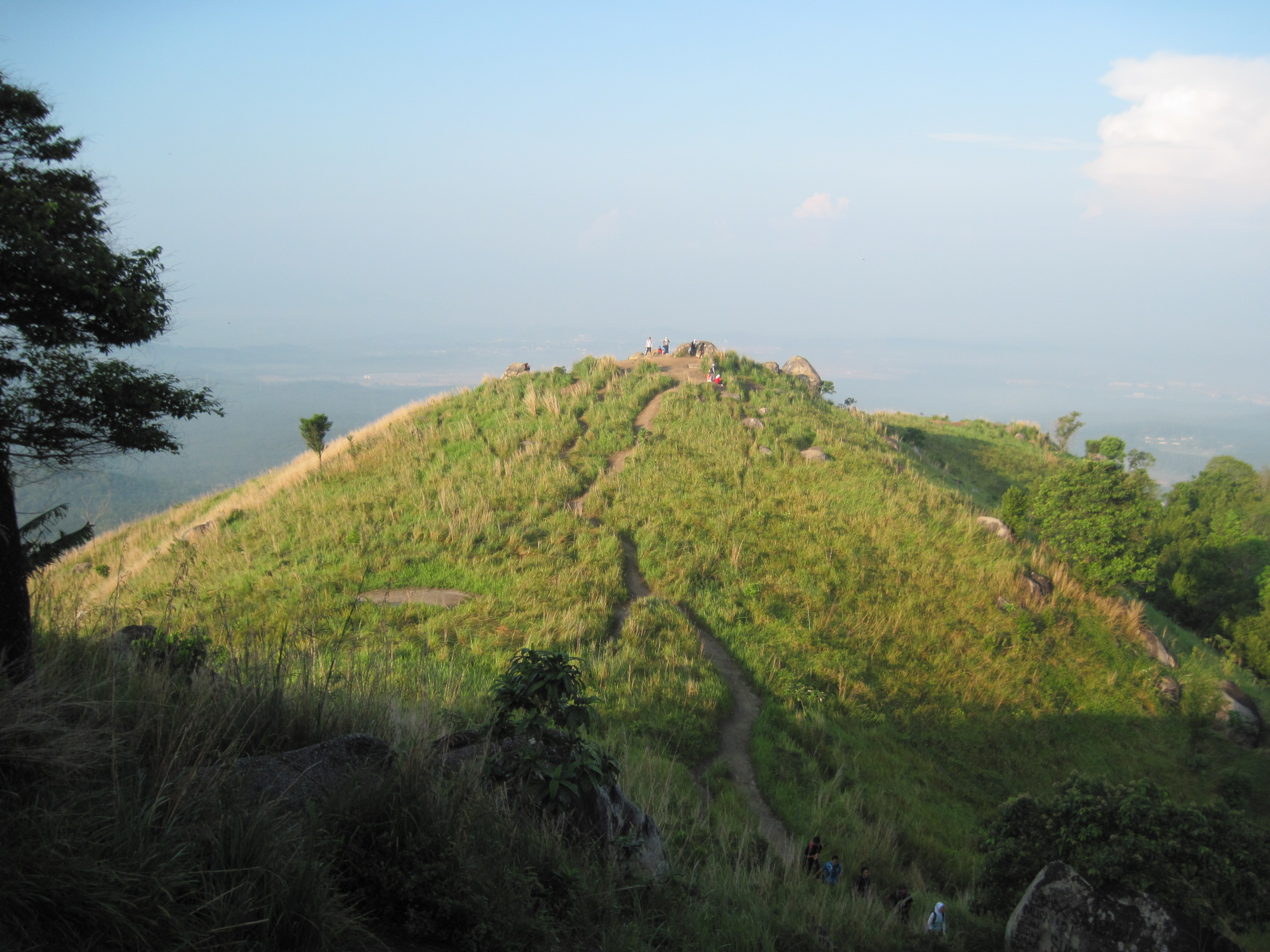
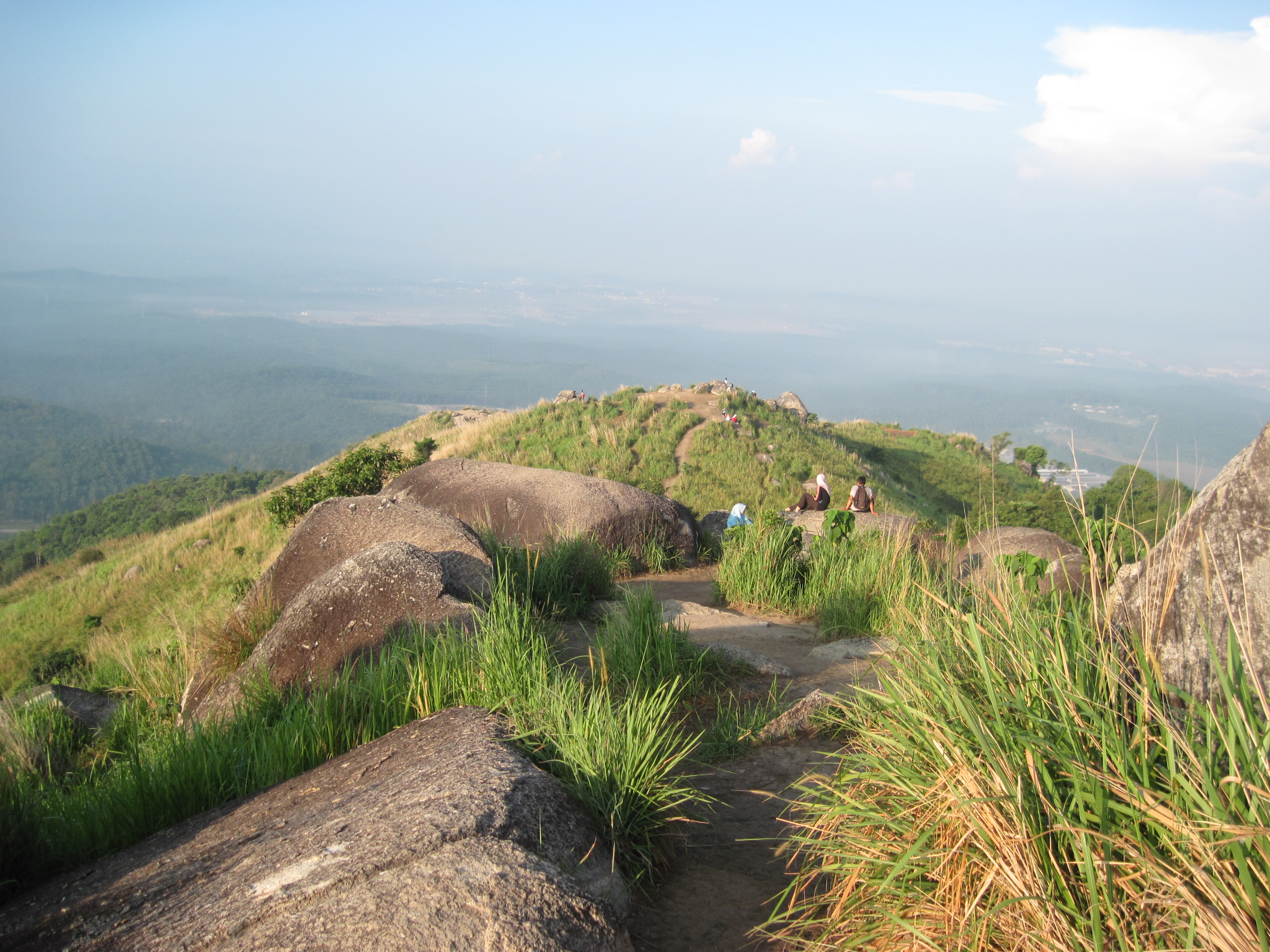
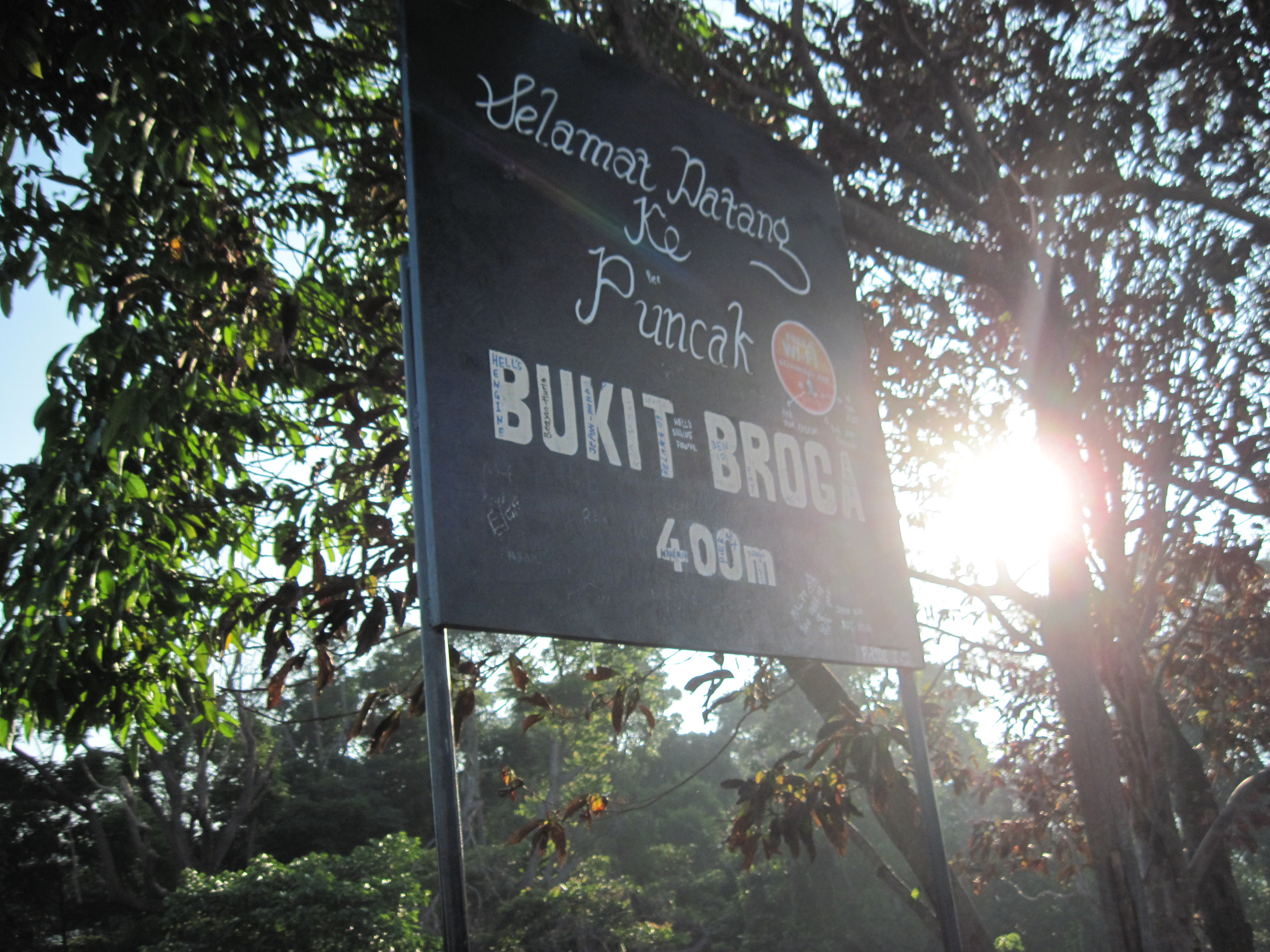
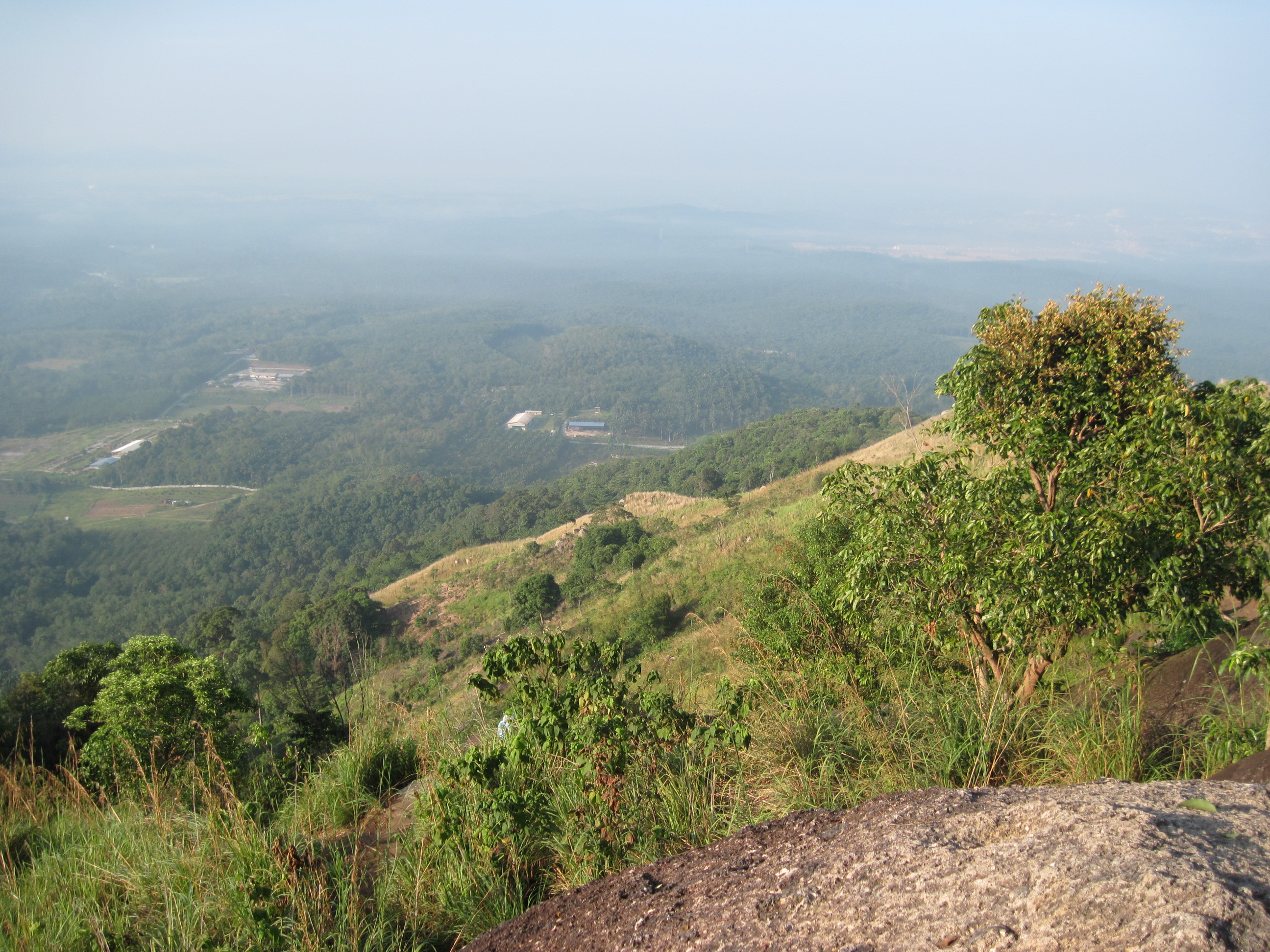
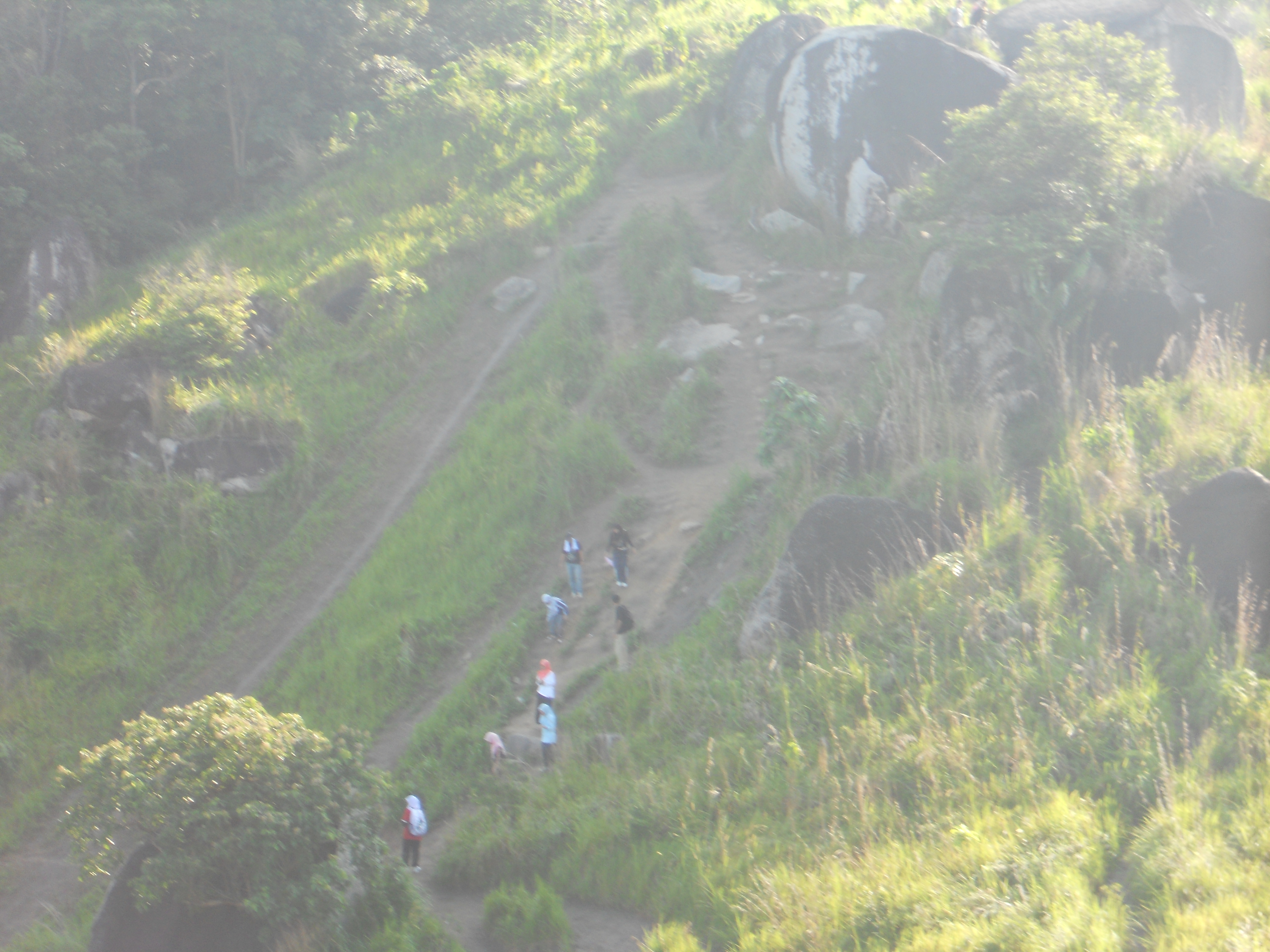
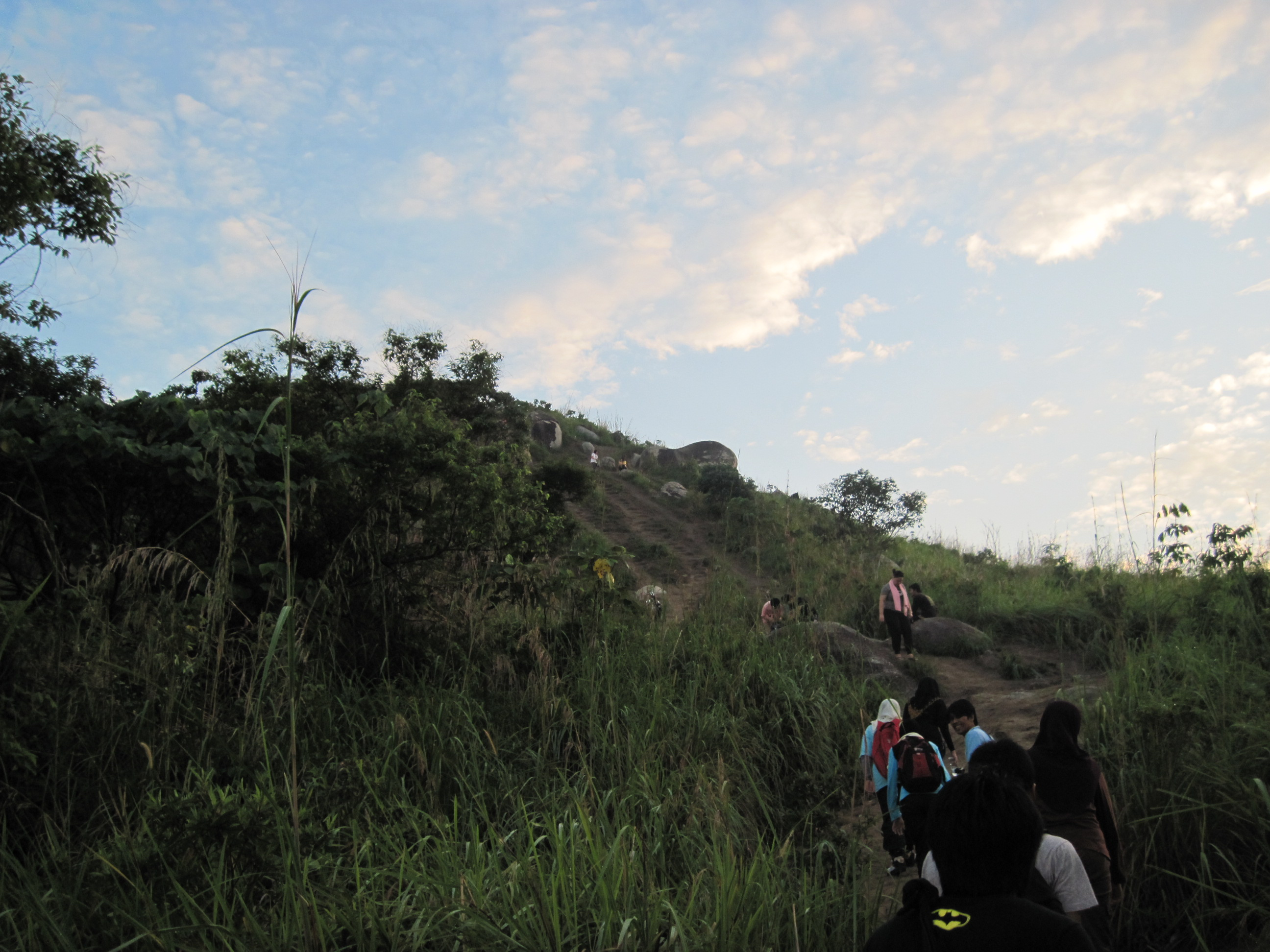
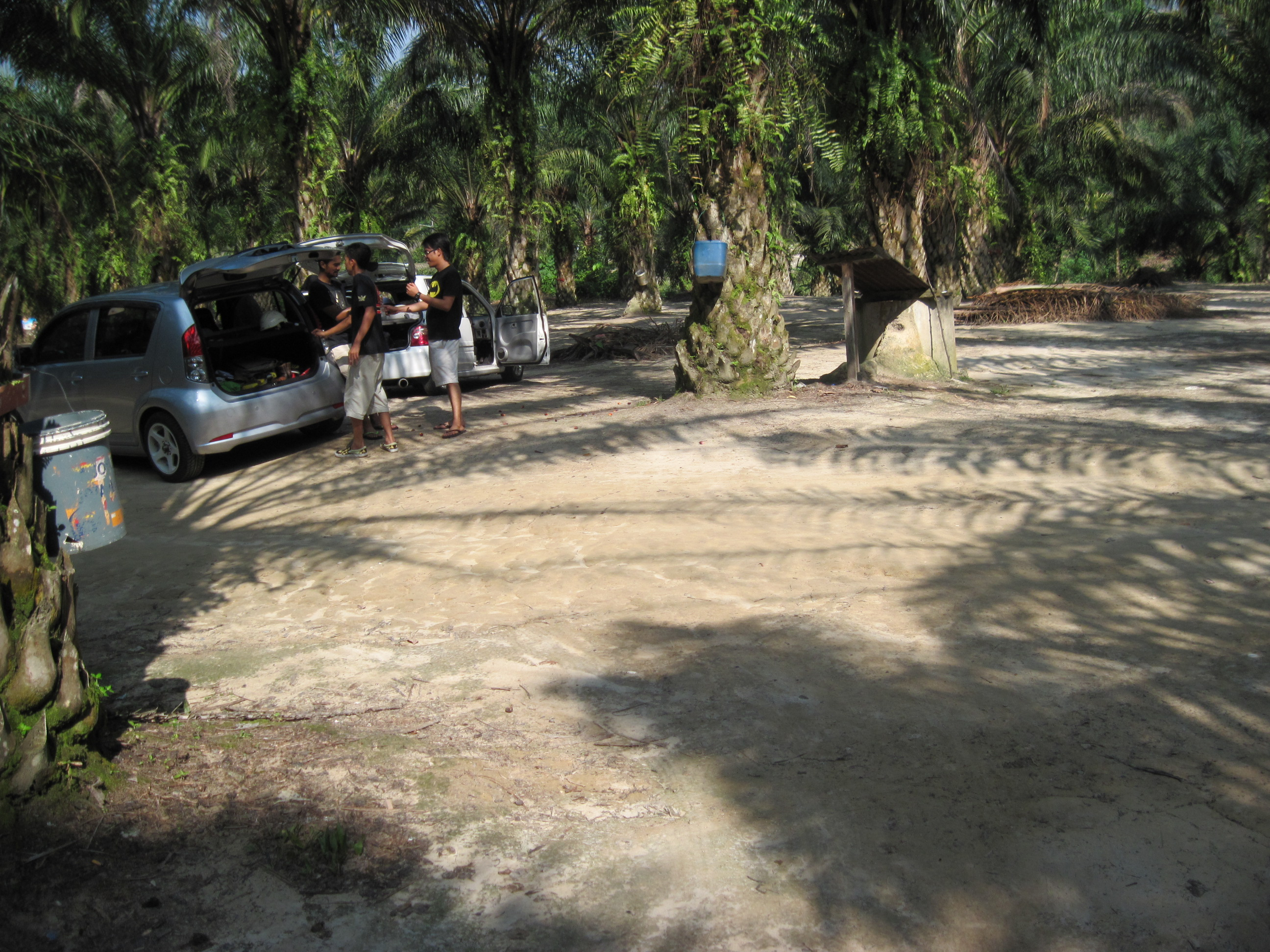
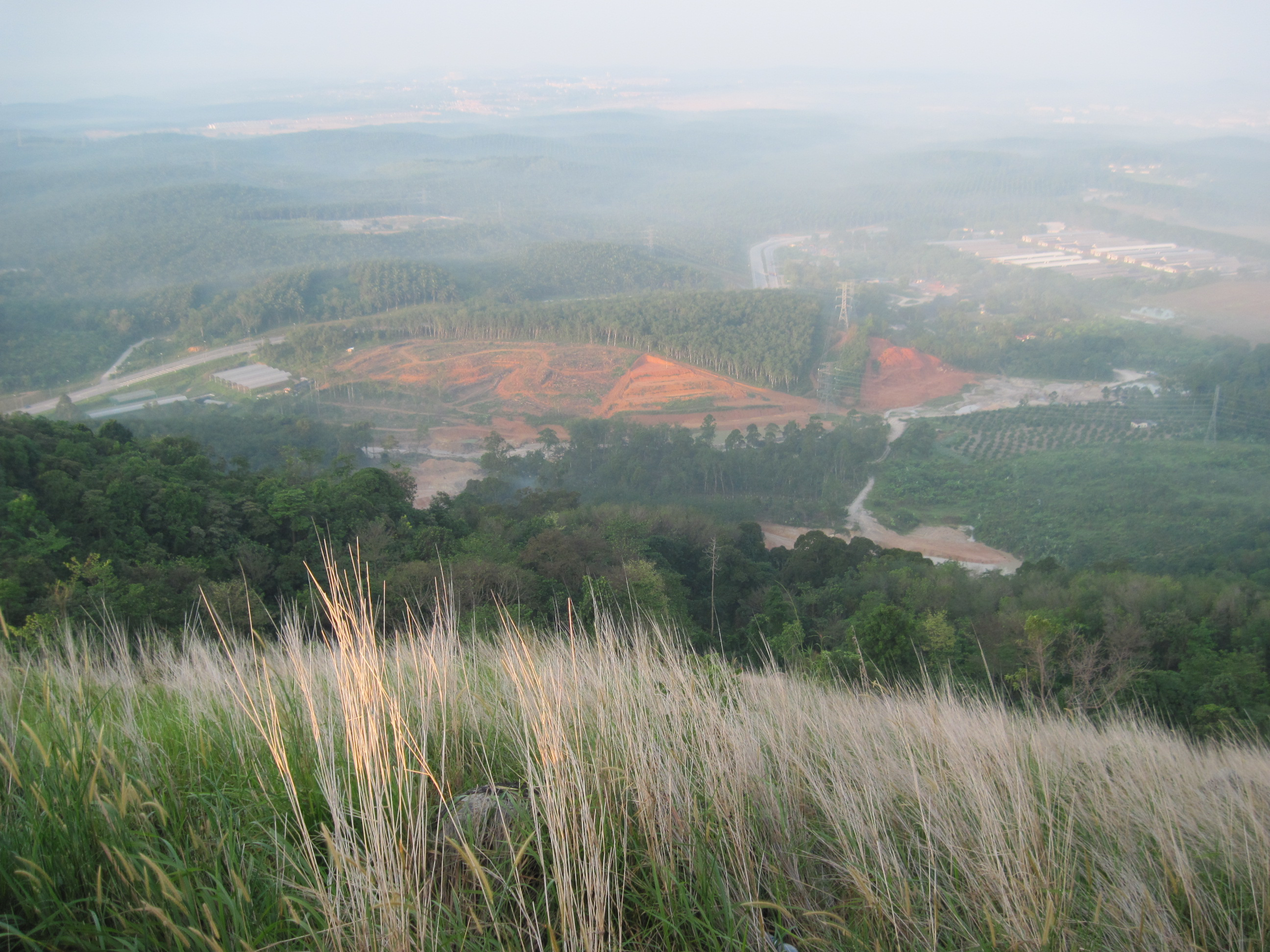